# Asesinato de Alianna DeFreeze
El 26 de enero de 2017, Alianna DeFreeze, una niña afroamericana de catorce años de Cleveland (Ohio), fue secuestrada, violada, torturada y asesinada por Christopher Whitaker, también afroamericano. Whitaker, que tenía un historial penal que involucraba robos, algunos con agravantes, asaltos de tipo criminal y sexual, secuestró a DeFreeze y la llevó por la fuerza a una casa abandonada donde la violó y torturó hasta su muerte haciendo uso de un martillo, un destornillador, una llave, cúter y una taladradora. DeFreeze, que asistía como alumna a la escuela en E Prep & Village Prep Woodland Hills, fue reportada como desaparecida, lo que provocó una búsqueda por toda la ciudad. Su cuerpo fue descubierto tres días después.
El juicio por asesinato de Whitaker se celebró en febrero de 2018. Los abogados defensores argumentaron que el uso de drogas de Whitaker afectó su capacidad para controlar los impulsos y obedecer la ley, mientras que los fiscales no estuvieron de acuerdo, diciendo que era consciente de sus acciones. El jurado condenó a Whitaker el 13 de febrero de 2018. Más tarde, el jurado recomendó que Whitaker recibiera la pena de muerte y el juez la confirmó. Whitaker se encuentra actualmente en el corredor de la muerte.
En 2019, los padres de DeFreeze presentaron una demanda contra varias personas y entidades argumentando que el hecho de que la escuela no les notificara sobre la ausencia de DeFreeze y el hecho de no monitorear las propiedades abandonadas llevaron a su muerte. En 2019, el entonces gobernador John Kasich firmó una ley que llevaba el nombre de DeFreeze que requiere que las escuelas notifiquen a los padres de ausencias injustificadas dentro de las dos horas.

## Víctima y asesino

### Alianna DeFreeze
Alianna DeFreeze era hija de Damon DeFreeze y Donnesha Cooper, cursaba el séptimo grado en E Prep & Village Prep Woodland Hills, ubicada en el 9201 Crane Ave de Cleveland. Tenía catorce años y una discapacidad del desarrollo. Iba a tomar el autobús de la RTA a la escuela, algo que no les gustaba a su madre ni a su abuela, aunque el hecho de que una parada fuera frente a una comisaría les hacía sentirse mejor con su medio de transporte.

### Christopher Whitaker
Christopher Whitaker (nacido en 1973) era nativo de Fayetteville (Tennessee) y contaba con un largo historial criminal. Entre sus delitos y presuntos delitos se incluían:
- Una acusación en 1998 de hurto mayor y allanamiento de morada. También fue acusado de robo agravado y agresión criminal, aunque el caso fue desestimado.[3]
- El 8 de abril de 2005 cometió agresión sexual y agresión grave contra una mujer en su casa después de que ella lo dejara entrar para que pudiera usar el baño. Según la víctima, salió del baño con unas tijeras y comenzó a asfixiarla.[4] Procedió a apuñalarla en el cuello con las tijeras.[20] Se desmayó y se despertó en el suelo con dolor de cuello, sin pantalones y ropa interior. Una evaluación determinó que había sido agredida sexualmente. Whitaker fue sentenciado a cuatro años de prisión por agresión sexual grave en tercer grado y agresión grave en segundo grado. Fue puesto en libertad en 2009 y fue registrado como delincuente sexual-[4]
- En 2012 fue acusado de hurto agravado.[3]

## Crimen
Las imágenes de vigilancia de la RTA grabadas la mañana del 26 de enero de 2017 mostraban a DeFreeze saliendo de un autobús, mientras que en el video de vigilancia de un negocio se la ve cruzando la calle East 93rd. Luego fue detenida fuera de la Iglesia Bautista Misionera del Evangelio Verdadero (True Gospel Missionary Baptist Church) por Whitaker, quien, según el video grabado desde la iglesia, había estado paseando por el área durante varias horas. DeFreeze dio un paso atrás de Whitaker, quien luego la siguió. Según un testigo, Whitaker la agarró mientras caminaba por East 93rd Avenue. El testigo no se comunicó con la policía porque no estaba seguro de la relación entre DeFreeze y Whitaker. El video de vigilancia dejaba ver a Whitaker conduciendo a DeFreeze a través de un campo hasta Fuller Avenue.
Whitaker llevó a DeFreeze a una casa abandonada. Allí, la violó. Whitaker luego usó un taladro Black and Decker, un destornillador Phillips, un cúter y un martillo para apuñalarla y golpearla hasta matarla. DeFreeze murió como resultado de las puñaladas y heridas contundentes, que fueron numerosas y graves.
Whitaker afirmó que estaba drogado con cocaína y se desmayó durante el crimen. Después de asesinar a DeFreeze, a última hora de la mañana, Whitaker ayudó a un pastor de la Iglesia Bautista Misionera Golgatha a descargar artículos de la despensa de alimentos de un camión. El pastor describió la conducta de Whitaker como tranquila.

## Proceso penal

### Investigación
A las 16 horas, cuando DeFreeze aún no había regresado a casa de la escuela, su madre se preocupó. Llamó a E Prep y le informaron que DeFreeze nunca llegó a la escuela. Se informó la desaparición de DeFreeze, lo que provocó una búsqueda por toda la ciudad.
El 29 de enero, el cuerpo de DeFreeze fue encontrado en la casa donde Whitaker la había asesinado por tres policías de Cleveland. Los agentes entraron a la casa después de notar que la puerta trasera estaba abierta y encontraron un rastro de sangre que iba del comedor a una habitación detrás de una puerta cerrada. Después de abrir la puerta de una patada, encontraron el cuerpo fallecido de DeFreeze arrugado en un rincón en mitad de un charco de sangre. Estaba desnuda a excepción de los calcetines y tenía heridas en la cabeza.
El cúter se había usado para cortar el cuello de DeFreeze, mientras que el taladro se usó para hacerle cuatro heridas punzantes en la mejilla, así como una herida en la frente que le sacó el globo ocular derecho de la cuenca. Debido a que muchas de las heridas mostraban signos de que habían comenzado a sanar, se las infligieron varias horas antes de morir. DeFreeze parecía como si la hubieran arrastrado y arrojado a la habitación. La ropa de DeFreeze, incluida una corbata empapada de sangre y un suéter que estaba rasgado por la parte delantera, se encontró esparcida por la casa.
Junto con la ropa de DeFreeze, la policía también encontró su mochila y herramientas como un taladro, un cúter, un destornillador y un martillo, todos los cuales tenían sangre. Las herramientas se colocaron en un banco integrado en el comedor, que los fiscales describieron como una estación de trabajo improvisada.
El cuerpo de DeFreeze fue identificado utilizando registros dentales por la oficina del médico forense. Una autopsia realizada por el médico forense adjunto del condado de Cuyahoga, David Dolinak, reveló que sufrió heridas causadas por herramientas encontradas en la casa, como un taladro, un destornillador y un cúter. Tenía tantas heridas y sus heridas eran tan graves que Dolinak no pudo identificar cuál causó su muerte. Los analistas forenses también encontraron el ADN de Whitaker en el cuerpo de DeFreeze. Whitaker fue identificado usando el ADN y fue arrestado a las 19 horas del 2 de febrero en los Apartamentos Villa Serena en la ciudad de Mayfield Heights con la asistencia del equipo de Marshalls.
Whitaker fue interrogado por la policía de Cleveland y cambió su versión de la historia varias veces, inicialmente negando cualquier participación en el asesinato y luego admitiendo su participación, pero aún negando responsabilidad al culpar de sus acciones al consumo de crack y cocaína. Whitaker dijo que se había desmayado después de golpear a DeFreeze y que no habría cometido el crimen si hubiera estado sobrio. "La gente me verá como un monstruo. No soy un monstruo", dijo a los investigadores, y agregó que era "solo un adicto que cometió un error que no debería haber sucedido". Whitaker también dijo a los investigadores que no quería que su rostro apareciera en las noticias.

### Juicio y sentencia de muerte
El juicio por asesinato de DeFreeze comenzó el 1 de febrero de 2018, un año después de los hechos. Los abogados defensores de Whitaker reconocieron sus crímenes, pero dijeron que su uso de drogas lo hacía menos capaz de controlar sus impulsos y seguir la ley. Los fiscales no estuvieron de acuerdo, y el fiscal adjunto Mahmoud Awadallah dijo: "La evidencia no apunta a un frenesí inducido por las drogas, no apunta a un apagón. Señala que él sabe lo que estaba haciendo". El 13 de febrero de 2018, Whitaker fue declarado culpable de diez cargos.
Después de condenar a Whitaker, los miembros del jurado tuvieron que decidir si debía o no ser condenado a muerte o cadena perpetua. El 23 de febrero el jurado recomendó su ejecución, decisión que fue compartida por la jueza del caso, Carolyn Friedland, que lo sentenció formalmente el 26 de marzo, diciendo que las circunstancias atenuantes "palidecen en comparación con la barbarie de las pruebas".
La madre de DeFreeze dijo al tribunal que "la muerte es demasiado buena para él y no creeré que tenga ningún remordimiento hasta que sufra como sufrió mi hija". El padre de DeFreeze le dijo a Whitaker que "cuando llegues a donde vas, obtendrás lo que tienes antes de llegar a la cámara de inyección letal de gas, y que "mi bebé no tuvo ninguna oportunidad". La mujer que Whitaker había atacado en 2005 apoyó su sentencia de muerte. Junto con su sentencia de muerte, Whitaker fue sentenciado a cuarenta y ocho años de prisión por robo con allanamiento de morada, agresión criminal, violación, obstrucción de la justicia y abuso flagrante de un cadáver.
Whitaker se encuentra actualmente encarcelado en el corredor de la muerte en la Institución Correccional Chillicothe en Chillicothe (Ohio).

## Hechos posteriores
Cientos de personas asistieron al funeral de DeFreeze, celebrado el 11 de febrero de 2017.
Poco después del asesinato, la madre de DeFreeze se quedó sin hogar.
La familia de DeFreeze comenzó una fundación sin fines de lucro a su nombre llamada Alianna DeFreeze Let's Make A Change Foundation. La fundación trabaja para abordar los problemas de los hogares abandonados, ayudar a los niños a obtener rutas seguras a la escuela y abordar la violencia doméstica, la falta de vivienda y las relaciones entre la policía y la comunidad.
En enero de 2019, los padres de DeFreeze presentaron una demanda por homicidio culposo en el Tribunal de Pleas Comunes del condado de Cuyahoga nombrando al Distrito Escolar Metropolitano de Cleveland, E Prep y Village Prep Woodland Hills, Friends of Breakthrough Schools, la ciudad de Cleveland y el hombre que era dueño de las escuelas abandonadas, la casa donde ocurrió el crimen, el asesino Christopher Whittaker y otros como imputados. La demanda conjunta afirmaba que existía un sistema en el que los administradores de E Prep enviarían una notificación de mensaje automático a los padres para alertarlos sobre noticias relacionadas con sus hijos, incluidas las ausencias injustificadas. Los padres de DeFreeze estaban inscritos para recibir mensajes de texto en el caso de la ausencia injustificada de su hija, pero no recibieron ninguna notificación de ese tipo.
Solo se enteraron de su ausencia a las 16 horas después de que ella no regresara a casa. La demanda alega que la escuela estaba al tanto de la ausencia de DeFreeze, pero no se comunicó con sus padres y que si estos hubieran sido notificados de inmediato o dentro de un período de tiempo razonable, es posible que la hubieran localizado antes de ser violada, torturada y asesinada. La demanda también expuso que la escuela mintió cuando dijeron que intentaron enviar una alerta pero fallaron, y que deberían haberse preocupado de inmediato por la ausencia de DeFreeze debido a su discapacidad de desarrollo y porque no era característico de ella faltar a la escuela. La demanda estableció que debido a la negligencia de los acusados, las últimas horas de DeFreeze "las pasó en un dolor físico y mental insoportable, paralizante, debilitante e impensable". La demanda afirmó que la ciudad de Cleveland y los empleados de la ciudad no monitorearon las propiedades abandonadas y evitaron que ocurrieran actividades ilícitas en ellas. La escuela decidió desestimar el principio de acusación, argumentando que la institución era inmune a la responsabilidad debido a su condición de subdivisión política. La moción fue rechazada por el tribunal de primera instancia y E Prep apeló al Tribunal de Apelaciones del Octavo Distrito de Ohio, que falló a su favor.
En enero de 2019, el gobernador de Ohio, John Kasich, promulgó el proyecto de ley Alianna Alert después de que fue aprobado por la Cámara de Representantes por 85 votos favorables frente a 4. La ley requeriría desde entonces que las escuelas llamen a los padres dentro de los 120 minutos del comienzo del día escolar si su hijo está ausente sin que los padres hayan notificado previamente a la escuela. Entró en vigor en abril de 2019. La madre de DeFreeze también expresó su interés en que más policías protegieran las calles.